# Haemimont Games
Haemimont Games是一个保加利亚游戏开发商，1997年9月创立，总部设于索非亚。该公司主要开发与中世纪和古代史相关的战略游戏。目前已有60名员工，这使它成为保加利亚最大的游戏开发商。